# Municipio de West (condado de McLean)
El municipio de West (en inglés: West Township) es un municipio ubicado en el condado de McLean en el estado estadounidense de Illinois. En el año 2010 tenía una población de 216 habitantes y una densidad poblacional de 1,72 personas por km².

## Geografía
El municipio de West se encuentra ubicado en las coordenadas 40°20′22″N 88°37′58″O / 40.33944, -88.63278. Según la Oficina del Censo de los Estados Unidos, el municipio tiene una superficie total de 125.88 km², de la cual 125,85 km² corresponden a tierra firme y (0,02 %) 0,03 km² es agua.

## Demografía
Según el censo de 2010, había 216 personas residiendo en el municipio de West. La densidad de población era de 1,72 hab./km². De los 216 habitantes, el municipio de West estaba compuesto por el 95,83 % blancos, el 2,78 % eran afroamericanos y el 1,39 % eran de una mezcla de razas. Del total de la población el 1,85 % eran hispanos o latinos de cualquier raza.